# Grzybowice Małe
Grzybowice Małe (ukr.  Малі Грибовичі, Mali Hrybowyczi) – wieś na Ukrainie, w obwodzie lwowskim, w rejonie lwowskim (wcześniej w rejonie żółkiewskim). W 2001 roku liczyła 414 mieszkańców. Pierwsza wzmianka w 1440 roku.